# 99 Bottles of Beer
99 Bottles of Beer (in italiano: 99 bottiglie di birra) è un brano musicale tradizionale degli Stati Uniti e del Canada.
Ha un testo molto ripetitivo ed una lunga durata. Viene cantato solitamente dagli scolari durante i lunghi viaggi in autobus o dagli scout. È derivato dal brano inglese Ten Green Bottles.
È utilizzato anche come esempio per i principianti che imparano un nuovo linguaggio di programmazione, alla stessa stregua di Hello World!, per sperimentare in particolare le strutture For Next e Do Until.